# Zelo široki sredinski zadnji nezaokroženi samoglasnik
Zeló širôki sredínski zádnji nèzaokróženi samoglásnik je vrsta samoglasniškega glasu, ki se pojavlja le v peščici jezikov. Nima svoje lastne črke, zato se zapisuje z ɑ̝ ali ʌ̞.
Pojavlja se v zelo malo jezikih, ki si med seboj niso sorodni. Štirje se pojavljajo v Rusiji, Gruziji in Azerbajdžanu, selepetščina pa je jezik Papue Nove Gvineje. Ta glas pozna dolenjsko narečje slovenščine.

## Značilnosti
- je nezaokrožen, torej pri izgovorjavi ne zaokrožimo ustnic
- je zelo široki sredinski, torej ima precej nizek prvi formant in je po dolžini sorazmerno dolg
- izgovori se v zadnjem delu ust in ima nizek drugi formant

## Primeri
| Jezik            | Jezik            | Primer          | Izgovorjava     | Prevod          |
| ---------------- | ---------------- | --------------- | --------------- | --------------- |
| azerbajdžanščina | azerbajdžanščina | alti            | [ɑ̝ltɪ]          | 'šest'          |
| hantijščina      | severna          | năŋ             | [nɑ̟̝ŋ]           | 'ti'            |
| lakščina         | lakščina         | potreben primer | potreben primer | potreben primer |
| osetinščina      | ironska          | арт (art)       | [ɑ̝̹r̺t̺]           | 'ogenj'         |
| selepetščina     | selepetščina     | potreben primer | potreben primer | potreben primer |
| slovenščina      | dolenjsko        | dlan            | [dˡʟɒ̝ːn]        | 'dlan'          |